# Kompatybilność wsteczna
Kompatybilność wsteczna, kompatybilność wstecz (ang. backward compatibility) − cecha standardu, urządzenia lub oprogramowania, dzięki której − mimo zmiany funkcjonalności − nowa wersja umożliwia współpracę z całym otoczeniem wcześniejszej wersji i jej wszystkimi komponentami. Jest wtedy mowa o rozszerzeniu funkcjonalności.

## Przykłady
- Standard nadawania sygnału stereofonicznego w radiofonii FM jest kompatybilny wstecznie, ponieważ odbiorniki monofoniczne mogą odbierać emisje stereofoniczne (co powoduje, że odbiorniki monofoniczne są kompatybilne w przód, ale nie jest to „samodzielna” kompatybilność w przód, ponieważ to nowy sygnał został dopasowany do starego odbiornika, a nie odbiornik do nieznanego jeszcze standardu stereofonii). Radio stereofoniczne FM działa na zasadzie techniki Mid/Side, czyli sumy sygnałów dla radioodbiornika monofonicznego oraz sygnału różnicy między kanałami, który pozwala radiu stereofonicznemu wygenerować oddzielne sygnały dla obu kanałów.
- Kolorowa telewizja analogowa, ponieważ sygnały chrominancji w systemach PAL, SECAM i NTSC są dodane do sygnału luminancji i całość jest odbierana przez telewizyjne odbiorniki kolorowe. Systemy PAL, SECAM i NTSC różnią się między sobą sposobem dodania sygnału chrominancji. Starsze telewizory natomiast mogą odbierać tylko sygnał luminancji, więc widziany obraz jest monochromatyczny, czyli w tzw. trybie czarno-białym − typowy przykład kompatybilności wstecznej. Metodę tę opracował i opatentował M. Georges Valensi(inne języki) w 1938 roku dla systemu NTSC, w 1941 r. dla telewizji czarno-białej, a w 1953 r. dla telewizji kolorowej NTSC.
- Kolejne wersje systemów operacyjnych np. Windows, Linux itp. są kompatybilne wstecznie (do pewnego stopnia), ponieważ umożliwiają uruchamianie oprogramowania tworzonego dla poprzednich wersji systemu.
- Systemy mocowania obiektywu do aparatów fotograficznych bagnet K (Pentax) oraz bagnet F (Nikon), dzięki zachowaniu całkowitej lub częściowej kompatybilności wstecznej, umożliwiają współpracę starszych wersji obiektywu z najnowszymi aparatami fotograficznymi.
- Złącze USB (wraz z kontrolerem) w wersji 3.1, w większości dostępnych typów, jest kompatybilne wstecznie ze standardami USB 3.0, USB 2.0 oraz USB 1.x.

## Kompromis
Zachowanie kompatybilności wstecznej często ogranicza maksymalne wykorzystanie nowych koncepcji, ale bywa konieczne z różnych względów, m.in. technicznych, ekonomicznych, społecznych i marketingowych. Jej negatywnym skutkiem jest spowalnianie rozwoju technologicznego. Jeśli ograniczenia stają się z czasem zbyt uciążliwe, jedynym wyjściem jest zerwanie z kompatybilnością wsteczną, co poprzedzone jest bilansem zysków i strat i zawsze jest kompromisem.
Przykładem takiego kompromisu jest zastąpienie systemu BIOS w komputerach PC przez system UEFI, ponieważ po około 25 latach od jego wprowadzenia (rok 1980 r.) ograniczenia stały się już tak duże, że tkwienie w tym stanie mijało się z celem. Największym kryzysem związanym z BIOS-em był tzw. problem roku 2000, który wiązał się z przechowywaniem przez niego jedynie 2 ostatnich cyfr aktualnej daty zamiast wszystkich czterech. Na drugim miejscu można umieścić pojawiające się co kilka lat problemy z obsługą wprowadzanych na rynek dysków twardych o coraz to większych pojemnościach, aż do granicy 2 TB, której to obejście jest rozwiązaniem praktycznie nieakceptowalnym na dłuższą metę. W obliczu takich problemów wprowadzenie UEFI stało się niemal bezdyskusyjne.